# Заснування Волощини
Заснування Волощини (рум. descălecatul Țării Românești) — процес формування румунського незалежного середньовічного державного утворення на південь від Карпат, який завершився у XIV столітті. Волощина постала внаслідок об'єднання кількох феодальних володінь, що існували між Карпатськими горами та річками Дунай, Сірет і Мілков, під владою воєводи, що прагнув політичної самостійності від Угорського королівства та Золотої Орди. Цей процес мав тривалий характер і був зумовлений як внутрішніми прагненнями до самоуправління, так і зовнішньополітичними чинниками, зокрема послабленням контролю сусідніх держав. Традиційно заснування Волощини пов'язують з постаттю Басараба I, який здобув перемогу над угорським королем у битві при Посаді 1330 року, що стало символом здобуття фактичної незалежності.
До консолідації Волощини через її територію пройшли хвилі кочових народів — останніми з них були половці та монголи. Після 1242 року територія стала прикордонною зоною між Золотою Ордою (найзахіднішою частиною Монгольської імперії) та Угорським королівством. Румуни в Мунтенії, на схід від річки Олт, мусили платити данину монголам; а на захід від річки, в Олтенії, їх гнобили бани Северина, призначені королями Угорщини. Наприкінці ХІІІ століття панування Золотої Орди в регіоні зменшилося, і в той час Угорське королівство також переживало сильну політичну кризу. Ці події дозволили молодим державам території зміцнити свою автономію.
В одному румунському переказі зазначається, що Волощина була заснована, коли у 1290-х роках з регіону Фегераш прибув Раду Негру («Раду Чорний»). Він перетнув Південні Карпати з «великою кількістю людей, що йшли за ним». Жан В. Седлар писав, що «більш достовірним» є повідомлення про те, що деякі румунські лорди в долинах Олт та Арджеш обрали своїм вождем одного зі своїх, певного Басараба.
Саме воєвода Басараб I (бл. 1310—1352) розірвав залежність від Угорського королівства і відмовився визнати сюзеренітет короля. Басараб I отримав міжнародну підтримку та визнання автономії Волощини завдяки своїй великій військовій перемозі над королем Угорщини Карлом I (1301—1342) при Посаді 12 листопада 1330 року. Митрополія Волощини, безпосередньо підпорядкована Вселенському патріархату Константинополя, була заснована за часів правління сина Басараба I, Ніколає Александру (1352—1364). Перші срібні та бронзові монети були викарбувані у Валахії у 1365 році.

## Останні століття раннього Середньовіччя
Серед найдавніших свідчень про країни волохів (ранніх румунів) на лівому боці Дунаю є цитата уривку з вірменської книги з географії. Цей уривок є інтерполяцією, ймовірно, з перших століть ІІ тисячоліття, яка стосується «невідомої країни під назвою Балак», розташованої по сусідству з «країною сарматів» та «Загурою» (Болгарією). Ще однією згадкою про країну волохів у XI столітті, ймовірно, є розділ давньотюркської хроніки «Огуз-наме» («Повість хана Огуза»), що зберігся в тексті XVII століття, де розповідається про битви половців проти кількох народів, зокрема волохів (улаків).
Кочові племена половці підійшли до дельти Дунаю невдовзі після 1064—1065 років, а з 1068 року вся територія між Аральським морем і нижнім Дунаєм контролювалася ними. Проте, ця величезна територія ніколи не була політично об'єднана сильною центральною владою. Різні групи половців перебували під владою незалежних правителів або ханів, які втручалися в політичне життя навколишніх територій, таких як Руські князівства та Візантійська імперія. У нападі на Візантійську імперію половцям також допомагали волохи, що жили в Балканських горах (нині в Болгарії), які показали їм гірські стежки, де не стояла імператорська варта.
У 1185 році балканські волохи разом з болгарами повстали проти Візантійської імперії. За допомогою половців та волохів, які жили на лівому березі Дунаю, повсталі створили нову державу, Друге болгарське царство. Вано постало між Балканськими горами та Дунаєм (на південь від майбутньої Воллощини). У західних джерелах нова держава називалася «Болгарія та Волощина». Скажімо, 1204 року Папа звів главу болгарської церкви до рангу «примаса» (предстоятеля) «всієї Болгарії та Воллощини». Волощина як екзонім північної Болгарії зникла з джерел лише після середини XIII століття.
Щоб покласти край частим вторгненням половців до Трансильванії, 1211 року король Угорщини Андраш II (1205—1235) поселив Тевтонських лицарів у районі Брашова. Як лен, що мав утримуватися від короля Угорщини, лицарям було надано всю територію, яку вони могли завоювати за Карпатськими горами. За королівською хартією 1222 року, військова могутність лицарів простягалася через Карпати аж до Дунаю. Те, що Тевтонські лицарі здобули кілька перемог «за сніговими горами» (ultra montes nivium), тобто на південь і на схід від Карпат, також підтверджується папськими грамотами. Однак 1225 року тевтонські лицарі були витіснені з цієї території королем Андрашем II, який стверджував, що вони проігнорували його владу.
1223 року монголи з'явилися у Європі коли розгромили об'єднане русько-половецьке військо на річці Калка (нині в Україні). Після поразки від монголів деякі половецькі групи виявили бажання прийняти християнство. Ще 1227 року, один з половецьких вождів, Борц, підкорив себе та свій народ майбутньому королю Угорщини Белі IV, прийняв християнство та погодився сплачувати щорічний податок і десятину. Римсько-католицька єпархія Куманії, розташована на північному сході Волощини та південному заході Молдавії, була заснована 1228 року. Значна присутність волохів у новоствореному єпископстві задокументована в листуванні між угорським кронпринцем та Папою Григорієм IX (1227—1241), оскільки папа скаржився на православних прелатів, активних серед місцевих волохів.

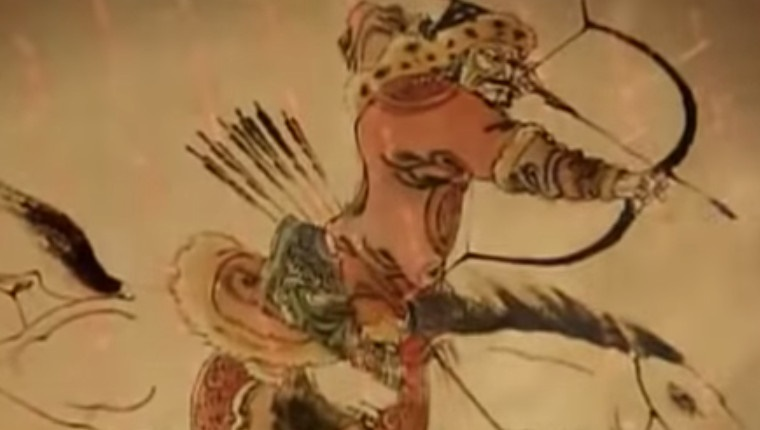
Монгольський воїн на коні готує постріл з лука

Куманська єпархія де-юре була частиною Угорського королівства, а король Андраш II 1233 року прийняв титул «короля Куманії». Немає сумнівів, що король також розмістив гарнізони в ключових точках на південних схилах Карпатських гір у північно-східній Волощині. Але військові форпости в регіоні єпископства вперше згадуються лише у зв'язку з монгольським вторгненням Рожера з Торре-Маджоре 1241 року.
Паралельно з виникненням Другого Болгарського царства, з кінця XII століття Угорське королівство проводило активну експансіоністську політику на Балканському півострові. З цією метою Олтенія була передана під контроль угорського намісника, який отримав титул бана. Центром нової провінції (Северинський банат) став форт Северин (нині Дробета-Турну Северин, Румунія) на Дунаї, поблизу Залізних Воріт. Його перший бан, Лука, згадується 1233 року.
У 1236 році під верховним керівництвом хана Батия було зібрано велике монгольське військо, яке вирушило на захід, здійснивши одне з найбільших вторгнень у світовій історії. Найбільш руйнівні напади монголів на західні території Дешт-і Кіпчака («степу половців») відбулися у 1237—1238 роках. Розвиток битв не зафіксовано в джерелах, але подальша міграція половців до Угорщини, Болгарії та інших сусідніх територій є достатньо красномовною. Хоча деякі групи половців пережили монгольське вторгнення, половська аристократія була знищена. Степи Східної Європи були завойовані армією хана Батия та стали частиною Улусу Джучі.
Монголи не залишили гарнізонів чи військових загонів у нижньому Дунаї та не взяли його під прямий політичний контроль. Хоча теоретично степовий коридор між Дніпром та нижнім Дунаєм був частиною Золотої Орди, він був лише «регіоном гегемонії», а не прямого контролю.

## Найдавнішівоєводив середньовічних документах

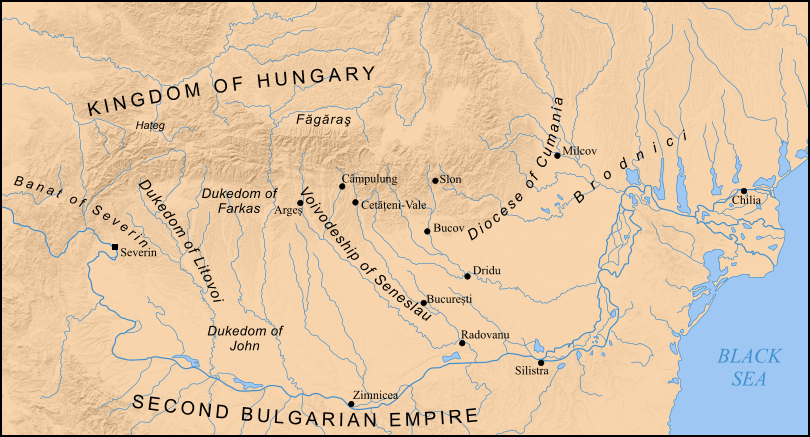
Ймовірна політична ситуація у першій половині XIII століття, як описано в «Дипломі йоанітів»

Після монгольського вторгнення значна частина (якщо не більшість) половців покинула Волоську рівнину, але волоське (румунське) населення залишилося там під керівництвом місцевих вождів, яких називали князями та воєводами. У 1247 році король Бела IV спробував привести до регіону лицарів-госпітальєрів і надав їм низку територій у «землі Северина». Місія лицарів, щоправда, виявилася цілковито провальною (навіть не повідомляється, чи зайняли вони свої посади), але в королівській грамоті для лицарів, датованій 2 червня 1247 року, перераховані чотири автономні територіально-адміністративні одиниці (кенесати) в Олтенії та західній Мунтенії.
Два з них, кенезати Йоганнеса та Фаркаша, були передані лицарям-госпітальєрам. Але кенезати під керівництвом Литовоя та Сенеслава були звільнені від надання допомоги, і королівська грамота прямо передбачала, що вони мають бути залишені «волохам, як вони володіли ними дотепер». З іншого боку, у королівській хартії також описується, що правління воєводи Литовоя поширювалося на північну сторону Трансильванських Альп, аж до регіону Хунедоара, але 1247 року король вилучив цю територію з-під влади Літовоя; відтоді кенезат Литовоя обмежувався Олтенською частиною долини Жіу. Воєвода Сенеслав володів територіями центральної та південної Мунтенії на берегах річок Арджеш та Димбовіца.
Після провалу та зникнення госпітальєрів історія регіону оповита темрявою на десятиліття. Але тенденція до об'єднання румунських політичних утворень, схоже, починається з воєводи Литовоя. Він (або його син-тезка) десь між 1270 та 1280 роками воював з угорцями та загинув у битві. У битві взяли в полон його брата Бербата. Бирбату довелося не лише заплатити викуп, а й визнати угорське правління.

## «Зліт» Раду Негру
Румунські хроніки, написані в XVII столітті, розповідають, що герцог Фегераша та Алмаша на ім'я Раду Негру («Раду Чорний») або Негру Воде («Чорний воєвода») був першим воєводою Волощини. У цих текстах зазначається, що Раду Негру разом з деякими колоністами («румунами, католиками та саксами») прибув з регіону Фегераш у Трансильванії. Першим документальним свідченням існування terra Blacorum («землі влахів») на території, яка пізніше стала називатися Фегераш, є реєстр власності початку XIII століття, в якому згадується наказ короля Угорщини Андраша II про передачу маєтків, що раніше належали волохам, цистерціанському абатству в Карці. Раду Негру та його послідовники перетнули Карпати до Мунтенії та заснували Волощину зі столицями в Кимпулунг і Куртя-де-Арджеш. Хроніки описують ці події під 1290 або 1292 роком.
Румунський термін «заснування» (descălecat, буквально «спішення») стосується цього нібито поселення у Волощині. Але точне значення цього слова є дискусійним, оскільки румуни проживали у Волощині ще до приходу Раду Негру; таким чином, термін, швидше за все, означає просто об'єднання земель під владою одного правителя. Більше того, ця розповідь про «спішення» Раду Негру може бути лише легендою, вигаданою згодом, щоб провести паралель з обставинами, за яких, за найдавнішими літописами, була заснована Молдавія, інше румунське князівство.
Походження Олтенії деякі літописи подають по-різному: за цими літописами, Олтенія була колонізована румунами з Турну-Северина, які заснували дві інші столиці — Стрехаю та Крайову. Після прибуття Раду Негру та його спішення ці румуни присягнули йому на вірність.
Особистість Раду Негру оточена легендами; жодні подробиці про нього не можуть бути підтверджені іншими історичними джерелами. Деякі хроніки ототожнюють його із засновником різних церков, таких як монастир у Куртя-де-Арджеш, але вони помилково вважають його пізнішими воєводами Волощини, такими як Раду I (бл. 1377–бл. 1383) та Нягоє Басараб (1512—1521).
Через брак будь-яких фактичних сучасних доказів, румунський історик Ніколае Йорга сумнівався в існуванні такого воєводи, вважаючи, що «Негру Воде» — це просто прізвисько, яке могли дати Басарабу I, справжньому засновнику Волощини. Іншу точку зору представляє Нягу Джувара, який ототожнює Негру Воде з Тихомирм, батьком Басараба, пояснюючи його прізвисько його нібито половецьким походженням: у нього, здавалося, був темніший колір шкіри, ніж у румунів. В одному з інтерв'ю історик Йоан-Аурел Поп заявив, що Джувара «не є фахівцем у галузі середньовічної історії», а його «половецька теорія» є сумнівною.
Легендарні перекази також можуть бути пов'язані зі встановленням угорською монархією транскарпатського прикордонного знаку зі столицею в Кимпулунгу, ймовірно, в останньому десятилітті XIII століття. Надійною хронологічною точкою відліку може слугувати надгробний камінь, що належить одному з лідерів цього формування, графу Лоренсу Кампулунгському (comes Laurentius de Longo Campo), датований 1300 роком. З іншого боку, Комес Лаврентій, можливо, був колишнім лідером саксонської громади в Кимпулунзі.
Історія Валахії від часу, коли православні християни покинули її

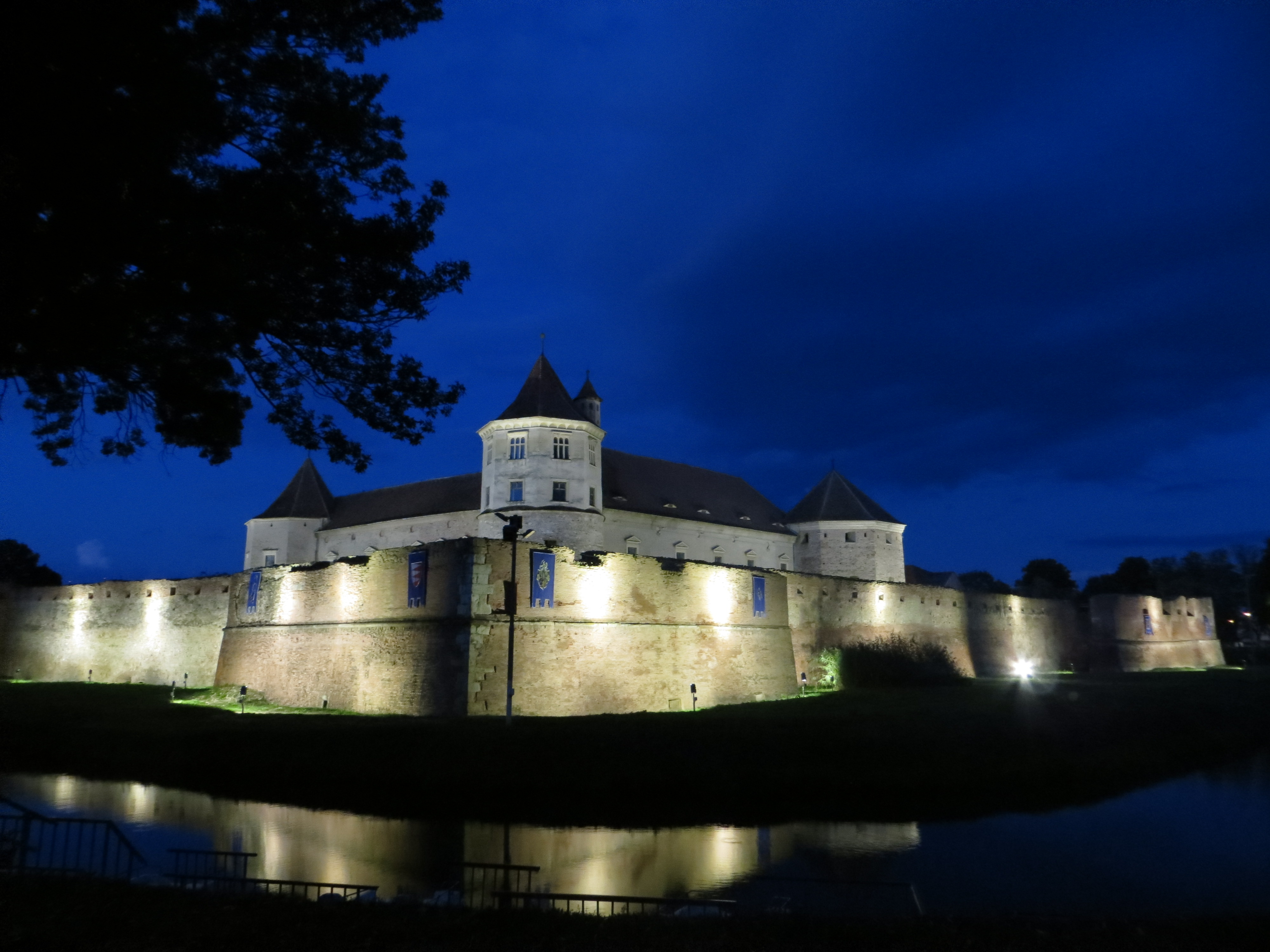
Замок Фегараш (Fogaras, Fogarasch)

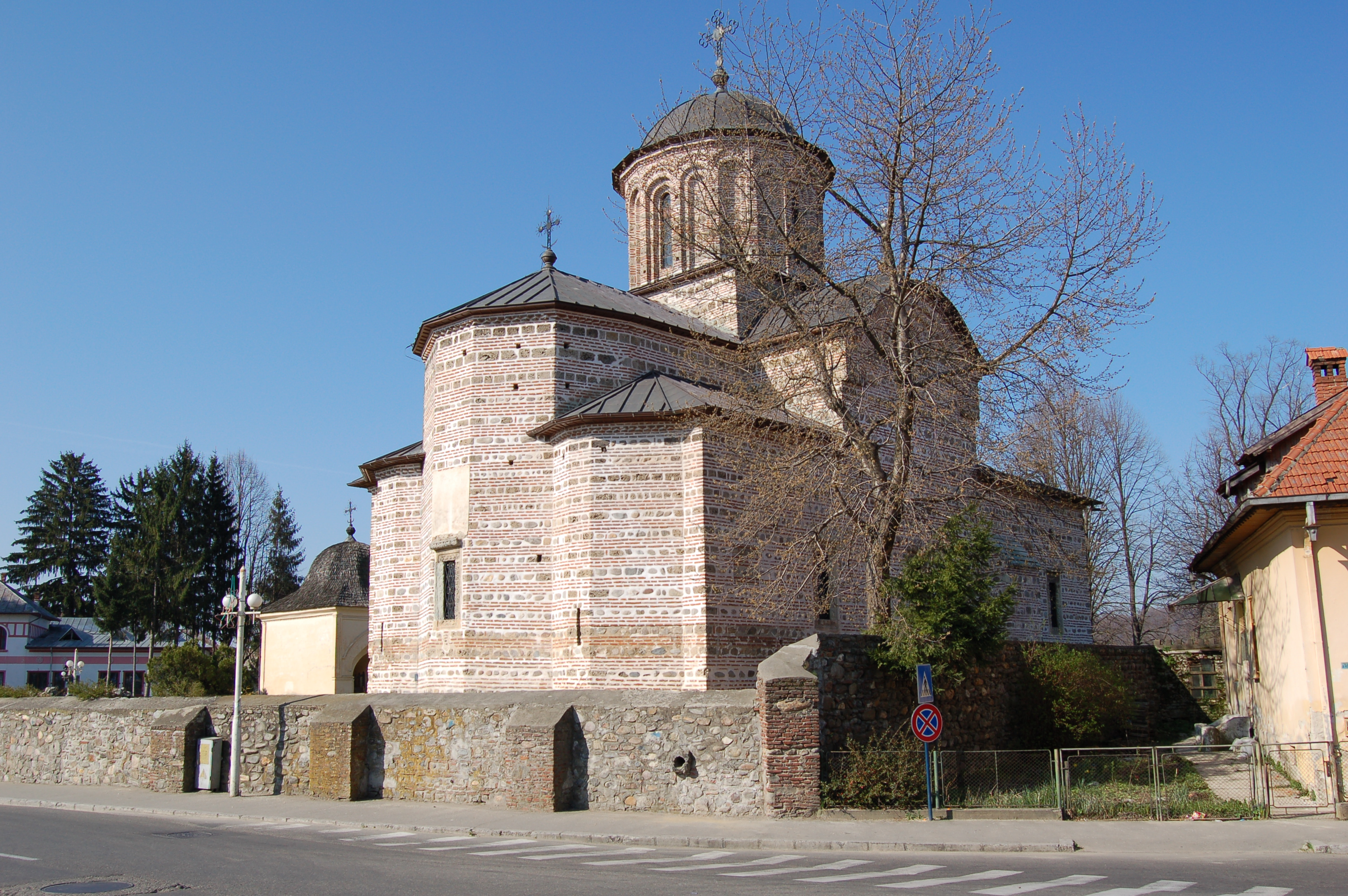
Княжа церква в Куртя-де-Арджеш

Але раніше прийшли румуни, які відокремилися від римлян і мандрували на північ. Зі своїми вождями Траяном та його зятем Сіверієм. Перейшовши води Дунаю, вони зупинилися в Турну Северина, інші в Угорщині, при водах Олта, при водах Муреша і при водах Тиси, дійшовши аж до Марамуреша. Ті, що зійшли в Турну Северин, розійшлися по всьому підніжжю гір до вод Олта, а інші пішли вниз по всьому Дунаю. Так заповнивши всі місця, вони прибули аж до околиць Нікополя. Тоді зібралися бояри, які походили зі знатних родів. Для того, щоб мати своїх керівників (тобто великих банів), призначили сім'ю на ім'я Басарабів на банівське правління. Перше місце вирішили поставити в Турну Северин, друге - трохи далі, в Стрегаї, а третє - ще далі, в Крайові; так і сталося. Минуло багато часу, і вони правили тим краєм....
У 6798 році був воєвода в Угорщині, на ім'я воєвода Раду Чорний, великий князь Алмаша і Феґараша. Він вирушив звідти з усім своїм почтом і з багатьма іншими людьми, румунами, папістами, саксами та іншими людьми. Вони спустилися до вод Дамбовіци, щоб заснувати нову країну. Спочатку вони заснували місто під назвою Кампулунг, де збудували велику, красиву і високу церкву. Згодом вони оселилися в Аргеші, де заснували ще одне велике місто. Побудувавши кам'яні замки, князівські будинки та велику і красиву церкву, вони також заснували там князівську резиденцію. Частина людей, які спустилися разом з ним, пішли далі вздовж передгір'я аж до вод Сірету і в напрямку Бреїли. Інші спустилися вниз, засновуючи міста і села, і досягли всіх місць аж до берегів Дунаю і вздовж Олта.— Хроніка Кантакузіно
|  | У 6798 році був воєвода на ім'я Раду Чорний, який мав свою резиденцію у Фегараші від батьків і прабатьків румунів, які прийшли з Риму, за часів імператора Траяна вирішив перенести свою резиденцію на інший бік [Карпат] - Хроніка Раду Попеску (Cronica Balenilor). |

## Басараб I Засновник

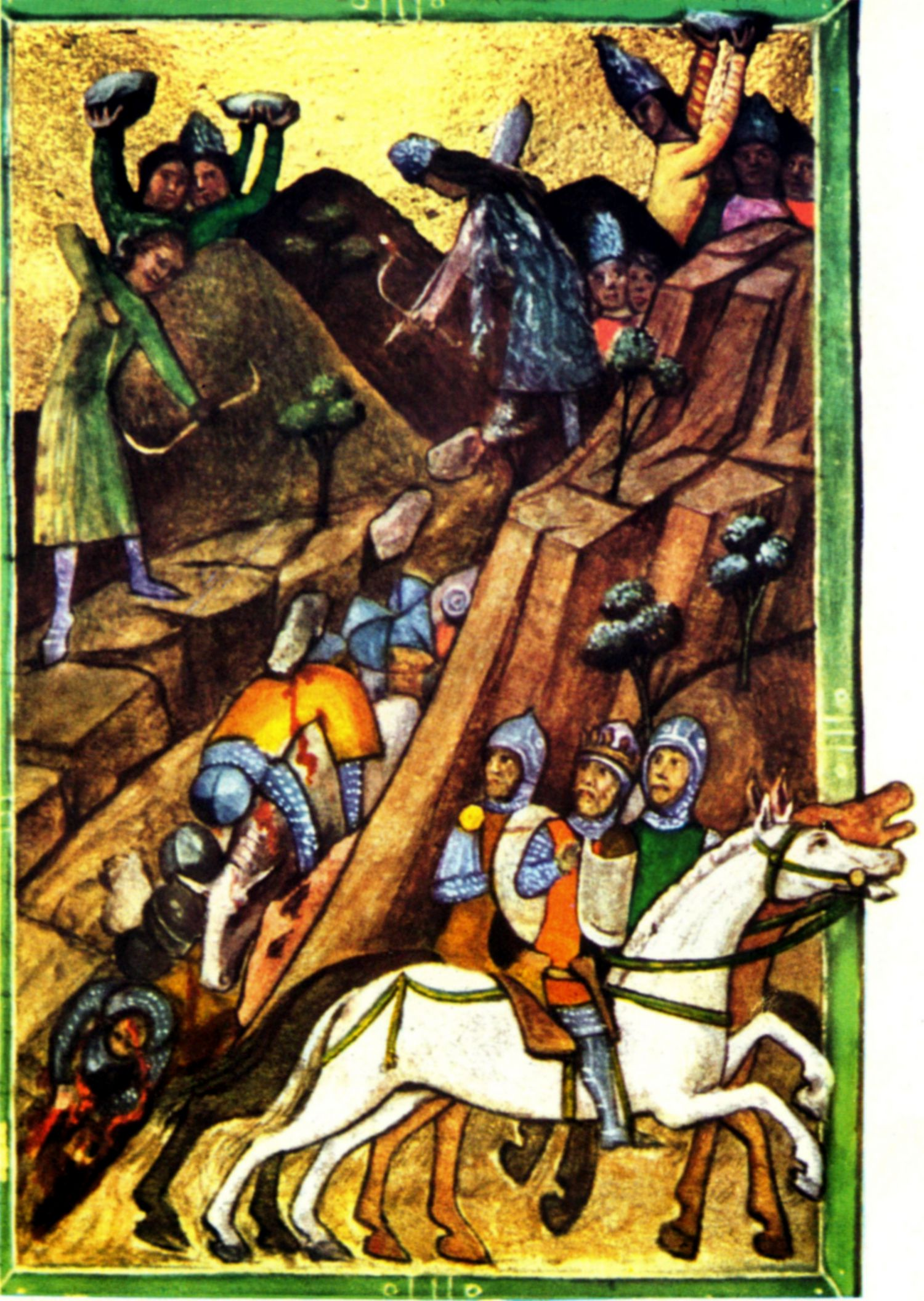
Битва при Посаді в Ілюстрованій хроніці

Басараб був сином Тохомира, статус якого неможливо визначити. У джерелах немає прямої вказівки щодо дати, коли Басараб обійняв посаду воєводи. Але Іоанн Кантакузин у своїй «Історії» розповідає, що в 1323 році армії Басараба приєдналися до бойових дій між Болгарією та Візантією та підтримали царя Болгарії Михайла Шишмана (1323—1330) проти Візантії. У дипломі від 26 липня 1324 року король Угорщини Карл I називає Басараба «нашим Загірським воєводою» (woiuodam nostrum Transalpinum), що вказує на те, що на той час Басараб був васалом короля Угорщини.
Однак незабаром Басараб відмовився визнавати сюзеренітет короля, оскільки ні зростаюча влада Басараба, ні активна зовнішня політика, яку він проводив самостійно на півдні, не могли бути прийнятними для Угорщини. У новому дипломі від 18 червня 1325 року король Карл I згадує його як «Басараба Загірського, невірного королівській Святій Короні» (Bazarab Transalpinum regie corone infidelem).
Сподіваючись покарати Басараба, 1330 року король Карл I розпочав військову кампанію проти нього. Король вирушив на Северин і відібрав його у Басараба. Воєвода попросив перемир'я, запропонувавши відшкодувати 7000 срібних марок за витрати на армію, і виявив готовність продовжувати платити данину королю та відправити сина як заручника до королівського двору. Але король відмовився і вирушив зі своїм військом до Волощини, де, здавалося, все було спустошено.
Не маючи змоги підкорити Басараба, король наказав відступити через гори. Але в довгій і вузькій долині угорська армія була атакована волохами, які зайняли позиції на височині. Битва, яку називають битвою при Посаді, тривала чотири дні (9–12 листопада 1330 року) і стала катастрофою для угорців, поразка яких була нищівною. Король зміг врятуватися, лише обмінявшись своїм королівським одягом з одним зі своїх васалів.
Битва при Посаді стала переломним моментом в угорсько-волоських відносинах: хоча протягом XIV століття угорські королі ще неодноразово намагалися підпорядкувати собі воєвод Волощини, але це вдавалося їм лише тимчасово. Таким чином, перемога Басараба безповоротно відкрила шлях до незалежності для князівства Волощини.

## Наслідки битви при Посаді
Після перемоги Басараба над королем Карлом I міжнародний престиж Волощини значно зріс. Лише через кілька місяців після своєї великої перемоги, у лютому 1331 року, Басараб сприяв утвердженню свого зятя Івана Александра (1331—1371) на троні болгарських царів у Тирнові.

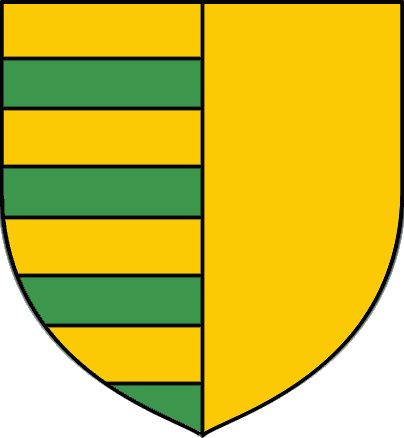
Герб Волощини XIV століття, що використовувався за часів правління монаршої династії Басарабів

Син Басараба, Ніколає Александру, щоб урочисто оформити своє відокремлення від Угорського королівства, також звернувся до Візантії з проханням про створення православної кафедри на своїх територіях. У 1359 році Візантія задовольнила його прохання, щоб переміщений митрополит Віцини Гіакінф, якого Ніколає Александру деякий час приймав при своєму дворі, став «законним пастирем всієї Унгровлахії для благословення і духовного керівництва його самого, його дітей і всієї його світлості». Водночас Візантія також погодилася на створення після смерті Гіакінфа митрополичої кафедри для «всієї Унгровлахії».
Нова держава у візантійських джерелах позначалася як Унгровлахія (Οὐγγροβλαχία), що відображає її межування з Угорським королівством. Це ім'я вперше зустрічається в грецькому дипломі, виданому синодом Константинопольського патріархату 1370 року. У дипломі правитель Волощини, Ніколає Александру, названий «великим воєводою та господарем усієї Унгровлахії».
У латинських документах для позначення Мунтенії використовувався термін Wallachia або Wallachia maior («Велика Волощина») (який вперше згадується в 1373 році), а для позначення Олтенії — Wallachia minor («Мала Волощина») (який вперше згадується в 1377 році). У документах, виданих Королівською канцелярією Угорщини протягом усього XIV століття, нову країну було визначено як terra transalpina («земля за горами») або partes transalpinae («загінський край»). Термінологія угорської канцелярії також використовувалася в латинських документах волоських воєвод.
Румунські правителі обрали візантійську модель правління, і Волощина з самого початку була абсолютною монархією. Абсолютна влада князів вважалася божественно встановленою. З XIV століття у їхньому листуванні та записах використовувався вислів «З Божої ласки». Волоські правителі були військовими командирами та верховними суддями, вони опікувалися церквою та приймали рішення, які ставали законами. Теоретично воєводи вважалися власниками всіх земель у країні, але насправді вони не мали значних особистих земельних володінь.
Монархія також була династичною: князів мали обирати бояри з числа членів правлячої родини, Басарабів. Представниками привілейованої земельної аристократії були бояри. Однак походження румунського боярського класу є проблематичним: він міг розвинутися природним шляхом з голів волоських сіл і громад, але також можливо, що князі створили його, надавши привілеї певним привілейованим особам.
Після того, як протягом другої половини XIV століття християнські балканські держави (Болгарія, Сербія) одна за одною потрапили під владу Османської імперії, важливим аспектом румунської дипломатії став багатосторонній васальний режим. Наприклад, Мірча Старий (1386—1418) визнав сюзеренітет Польщі в 1387 році та Угорщини в 1395 році, а з 1417 року Волощина платила данину Османській імперії. Приймаючи угорський сюзеренітет, зазвичай князі Волощини також отримували від угорських монархів область Фегераш у Трансильванії, наприклад, 1366 року король Людовик Угорський (1342—1382) подарував цю область князю Владиславу I Влайку (1364—1377) з титулом герцога, а князь Мірча Старий отримав її від короля Сигізмунда (1387—1437).
За часів правління Мірчі Старого частиною Волощини також стала Добруджа. Проте, згодом її було приєднано до Османської імперії.

## Додаткова інформація
- Castellan, Georges (1989). A History of the Romanians. East European Monographs. ISBN 0-88033-154-2ISBN 0-88033-154-2
- Durandin, Catherine (1995). Historie des Roumains (The History of the Romanians). Librairie Artheme Fayard. ISBN 978-2-213-59425-5ISBN 978-2-213-59425-5.
- Klepper, Nicolae (2005). Romania: An Illustrated History. Hippocrene Books, Inc. ISBN 0-7818-0935-5.
- Коледаров, Петър (1989). Политическа география на средновековната българска държава, Втора част (1186—1396) [=Koledarov, Petar. Political Geography of the Medieval Bulgarian State, Part II: 1186—1396]. БАН
- Петров, Петър (1985). Възстановяване на българската държава, 1185—1197 [=Petrov, Petar. Restoration of the Bulgarian State: 1185—1197].
- Treptow, Kurt W.; Bolovan, Ioan (1996). A History of Romania. East European Monographs. ISBN 0-88033-345-6ISBN 0-88033-345-6.